# Peroxyde de bis(trifluorométhyle)
 (juillet 2023).
Le peroxyde de bis(trifluorométhyle) (BTP) est un dérivé fluorocarbure produit pour la première fois par Frédéric Swarts. Il peut être utilisé en tant qu'initiateur radicalaire pour les réactions de polymérisation. Le BTP est inhabituel dans le fait qu'il soit gazeux, non explosif et doté d'une bonne stabilité thermique contrairement à de nombreux peroxydes.

## Histoire
Le BTP a d'abord été synthétisé par une réaction d'électrolyse en utilisant des solutions aqueuses contenant des ions trifluoroacétate mais il n'a été obtenu qu'à l'état de traces. Le BTP était l'un des sous-produits formés lors des réactions de trifluorométhylation réalisées par Swarts. Plus tard, on a découvert que le BTP avait des propriétés inhabituelles et des voies de synthèse plus économiquement viables ont donc été recherchées. Un premier exemple était celui de Porter et Cady, qui ont pu atteindre un taux de conversion d'environ 20 à 30 % à pression atmosphérique et jusqu'à 90 % à pression élevée dans un autoclave.

## Synthèse et réaction
Les méthodes actuelles de synthèse du BTP impliquent la réaction du fluorure de carbonyle et du trifluorure de chlore de 0 à 300 °C. Un exemple de cette réaction est la réaction du fluorure de carbonyle et du trifluorure de chlore en présence de fluorures ou de bifluorures de métaux alcalins de 100 à 250 °C. Cet exemple est assez insensible aux variations de température. Voici des exemples de synthèse :
2 CF2O + ClF3 → CF3OOCF3 + ClF
6 CF2O + 2 ClF3 → 3 CF3OOCF3 + Cl2
Le BTP peut être isolé et purifié par des procédures bien connues. Dans le mélange utilisé pour synthétiser le composé, le monofluorure de chlore et le trifluorure de chlore peuvent encore être présents. Ces composés sont hautement réactifs et dangereux et sont de préférence neutralisés dès que possible. La neutralisation est effectuée en ajoutant du chlorure de calcium anhydre au mélange. Le mélange neutralisé est lavé avec de l'eau et dilué dans une solution basique pour éliminer le chlore et le carbonyle résiduel avant séchage pour donner du BTP pur.